# Дріду-Снагов
Дріду-Снагов (рум. Dridu-Snagov) — село у повіті Яломіца в Румунії. Входить до складу комуни Дріду.
Село розташоване на відстані 41 км на північний схід від Бухареста, 74 км на захід від Слобозії, 147 км на південний захід від Галаца, 123 км на південний схід від Брашова.

## Населення
За даними перепису населення 2002 року у селі проживали 472 особи, усі — румуни. Усі жителі села рідною мовою назвали румунську.